# Dva dnja tjudes
Dva dnja tjudes (russisk: Два дня чудес) er en sovjetisk spillefilm fra 1970 af Lev Mirskij.

## Medvirkende
- Leonid Kuravljov - Vadim Murasjev
- Borja Majkhrovskij - Grisja Murasjev
- Mikhail Kozakov
- Jelena Mozgovaja - Violet
- Natalja Markina - Daisy